# Nikki Blonsky
Nicole Margaret "Nikki" Blonsky, född 9 november 1988 i Great Neck i New York, är en amerikansk skådespelerska och sångerska samt sminkös.. Som skådespelerska har Blonsky bland annat gjort rollen som Tracy Turnblad i filmen Hairspray från 2007.

## Biografi
Nikki Blonsky har en judisk far och katolsk mor och uppfostrades i sin mors religion. Blonsky tog examen i Great Neck Village School år 2006.

## Filmografi i urval
- 2007 – Hairspray
- 2008 – Harold
- 2008 – Queen Sized (TV-film)
- 2013 – The English Teacher